# Placówka Straży Granicznej II linii „Bydgoszcz”
Placówka Straży Granicznej II linii „Bydgoszcz” – jednostka organizacyjna Straży Granicznej pełniąca służbę wywiadowczą na granicy polsko-niemieckiej w okresie międzywojennym.

## Formowanie i zmiany organizacyjne
Rozporządzeniem Prezydenta Rzeczypospolitej Polskiej Ignacego Mościckiego z 22 marca 1928 roku, do ochrony północnej, zachodniej i południowej granicy państwa, a w szczególności do ich ochrony celnej, powoływano z dniem 2 kwietnia 1928 roku  Straż Graniczną.
Rozkazem nr 2 z 19 kwietnia 1928 roku w sprawie organizacji Pomorskiego Inspektoratu Okręgowego dowódca Straży Granicznej gen. bryg. Stefan Pasławski określił strukturę organizacyjną komisariatu SG „Kaczory”. Placówka Straży Granicznej II linii „Nakło” znalazła się w jego strukturze.
W 1931 placówkę Straży Granicznej II linii „Nakło” przeniesiono do Bydgoszczy, a w Nakle pozostawiono posterunek detaszowany SG „Nakło”.

## Kierownicy/dowódcy placówki
| stopień    | imię i nazwisko   | okres pełnienia służby | kolejne stanowisko |
| ---------- | ----------------- | ---------------------- | ------------------ |
| przodownik | Stanisław Biernat | był w 1935 –           |                    |